# 名波浩
名波浩（1972年11月28日—），已退役日本職業足球員，司職中场，前日本國家足球隊成員，前任日職球隊磐田喜悅主教練。

## 俱樂部生涯
名波浩生于1972年在静冈县藤枝市。少年时期长期与足球一起。
直到中学时期，磐田喜悦到地方校队选足球新星，当时踢攻击前腰的名波浩的传球和技术过人十分出色，直接被选中。
1993年，磐田喜悦与名波浩签下职业合同，当个赛季还是替补球员的他，能获得上场机会少。直至1995年，名波浩迎来机会。这年他已经25岁。
此后3个赛季，名波浩都有着稳定的出场率，作为中场攻击球员，主教练对他相当信任。
法国世界杯后，名波浩被传出要加盟意甲联赛。当时的意甲球队威尼斯将名波浩签下，但在加盟球队后未能进入状态。全赛季出场24次，打进1球。
其后名波浩决定放弃留洋，重返到日本国内，重新回到母队磐田喜悦。
2008年36岁的名波浩正式退役，退役后的他成为了磐田喜悦主帅。

## 國家隊生涯
1998年法国世界杯，名波浩入选了日本国家足球队，身披10号球衣的他被视为中场核心，作为10号球员参加第一次个人的世界杯。
2000年，日本国家队出征黎巴嫩2000年亚洲杯，他再次入选日本国家队，并且成为场上队长。小组赛，日本两胜一平晋级淘汰赛。第一场4:1赢沙特阿拉伯，名波浩打进一球。第二轮8:1赢乌兹别克。淘汰赛第一轮，日本4:1击败伊拉克，名波浩打进两球。

## 外部連結
- National Football Teams（页面存档备份，存于）
- Japan National Football Team Database
- 日本職業足球聯賽中的名波浩 （日語）
- J联赛中的名波浩（日語）
- 名波浩オフィシャル・サポーターズ・クラブ『レフティ』
- 名波浩サポーティングサイト 〜NANA WEB〜（页面存档备份，存于）
- 名波浩　独占ロングインタビュー（页面存档备份，存于）「東日新聞」